# Seiichirō Okuno
Seiichirō Okuno (jap. 奥野 誠一郎 Okuno Seiichirō; ur. 26 lipca 1974) – japoński piłkarz występujący na pozycji obrońcy.

## Kariera klubowa
Od 1993 do 2007 roku występował w klubach Yokohama Flügels i Omiya Ardija.